# Pérouse (Territori de Belfort)
Pérouse és un municipi francès, es troba al departament del Territori de Belfort i a la regió de Borgonya - Franc Comtat. L'any 2021 tenia 1.242 habitants.

## Geografia
Està situada a 3 km de Belfort (capital del departament).

## Demografia
| 1962 | 1968 | 1975 | 1982 | 1990 | 1999 |
| ---- | ---- | ---- | ---- | ---- | ---- |
| 619  | 590  | 633  | 727  | 800  | 901  |